# Echelmeyer Ice Stream
Echelmeyer Ice Stream (dawniej Stream F , pol. „Strumień F”) – strumień lodowy odprowadzający lód z pokrywy Antarktydy Zachodniej do Lodowca Szelfowego Rossa.

## Nazwa
Strumień początkowo znany był jako Stream F – wszystkie strumienie lodowe zasilające Lodowiec Szelfowy Rossa oznaczano kolejnymi literami alfabetu w kolejności ich położenia z południa na północ . Ich nazwy zostały zmienione na początku XXI w., aby uhonorować geologów. W tym przypadku strumień został nazwany w 2002 roku na cześć glacjologa Keitha A. Echelmeyera, badacza strumieni lodowych Antarktydy Zachodniej w latach 1992–1993 i 1994–1995 oraz przepływu lodowców na Alasce i Grenlandii .

## Geografia
Jeden z pięciu głównych strumieni lodowych spływających z Antarktydy Zachodniej i zasilających Lodowiec Szelfowy Rossa. Płynie na zachód od Shirase Coast i na północ od MacAyeal Ice Stream .

## Historia
Strumienie lodowe zostały zbadane i zmapowane w ramach United States Antarctic Research Program w latach 1983–1984 .